# Zyxomma
Zyxomma là một chi chuồn chuồn ngô thuộc họ Libellulidae. Các loài thuộc chi Zyxomma được tìm thấy ở Ấn Độ, Nhật Bản, Châu Phi và Úc.

## Các loài
Chi này gồm các loài:
- Zyxomma atlanticum Selys, 1889 - Smoky Duskdarter, Clear-winged Dusk-darter; widespread in central Africa[3]
- Zyxomma breviventre (Martin, 1921)
- Zyxomma elgneri Ris, 1913 - Short-tailed Duskdarter; New Guinea đến miền bắc Úc[1]
- Zyxomma multinervorum Carpenter, 1897 - Large Duskdarter, Australasia[4]
- Zyxomma obtusum Albarda, 1881
- Zyxomma petiolatum Rambur, 1842 - Long-tailed Duskdarter; New Guinea đến miền bắc Australia[1]